# ونن سیستانی
ونن سیستانی (یونانی: ΟΝΩΝΟΥ) یا ونن سَکِستانی (سکستان: نام کهن سیستان) شاه ایرانی‌تبار سیستان از ۷۵ تا ۵۷ پیش از میلاد بود. او در اواخر حکومتش تا تاکسیلا در شمال هند حکم می‌راند و با عنوان شاهنشاه سکه ضرب می‌کرد. ونن سکستانی رقیب نخستین شاه دولت سکایی هند به نام موگه (حک. ۹۸/۸۵–۶۰/۵۷ پیش از میلاد) بود که او نیز مدعی عنوان شاهنشاه بود. آن دو برای دستیابی به مناطق رخج، دره کتبل، گاگرا و تاکسیلا با یکدیگر جنگ‌های بسیاری داشتند.

## نام‌شناسی
نام «ونن» ریشه در زبان پارتی دارد و در لغت به معنی «پیروز» می‌باشد که توسط خاندان سلطنتی اشکانی استفاده شده‌است.